# Richard R. Nelson
Pour les articles homonymes, voir Nelson.
Richard R. Nelson,  né le 4 mai 1930 à New York et mort le 28 janvier 2025, est un économiste américain. Il est actuellement professeur à l’Université Columbia, il fut précédemment professeur aux universités de Carnegie Mellon et Yale. Il est par ailleurs docteur honorifique de l’Université Louis Pasteur (Strasbourg I). Il est l’un des principaux instigateurs de l'économie évolutionniste.

## Biographie
Il a commencé sa carrière dans les années cinquante à la Rand Corporation, un institut de recherche américain. C’est là qu’il a commencé sa quête sur les différents éléments constituants de la croissance. En deux contributions, il devient l’un des pères de ce que l’on n’appelait pas encore l’économie de la science. En 1959, il publie « The Simple Economics of Basic Scientific Research », en 1962, il édite The Rate and Direction of Inventive Activity. Depuis, de nombreux travaux sur l’économie de la recherche et de l'innovation ont reconnu à ces textes leur vertu fondamentale dans ce courant de recherche. Cette notion d’innovation est centrale dans son œuvre, un des éléments nécessaires pour comprendre le changement économique.
Durant toute sa carrière, il s’est intéressé aux questions de l’évolution et la création des savoirs et technologies, de la croissance économique et du progrès technique. Il n’était pas satisfait par la vision néoclassique de la croissance, si tant est qu’il n’y en ait jamais eu une, ni par les nouvelles théories de la croissance appelées à être endogènes. Selon lui, une approche basée sur l’équilibre, sur une statique comparative des optima, ne peut pas rendre compte des soubresauts de l’économie, du changement, des inégalités entre pays et systèmes, de la pluralité des modes d’organisation du capitalisme. Il faut faire rentrer dans le modèle l’innovation, les mécanismes de variation et de sélection, autant d’éléments nécessaires pour appréhender le mécanisme complexe des phénomènes économiques.

## La théorie évolutionniste de l'économie
Il s’attèle ainsi dans les années 1970, avec son collègue Sidney G. Winter, à (re)créer une théorie portant sur la nature évolutionniste du changement économique. Routines, sélection, évolution tels sont les mots clés développés dans leur ouvrage référence : « An Evolutionary Theory of Economic Change » (1982). Depuis lors, cette contribution est au cœur du programme de développement d’une « économie évolutionniste ».
Par la suite, il s’est penché sur les causes de la divergence de trajectoires des systèmes  économiques nationaux. Il fut un des membres fondateurs de la littérature sur les systèmes nationaux d’innovation (SNI). Tout écosystème est une composition d’agents aux propriétés différentes dont il faut étudier les interactions, dans le cas des SNI on prend souvent en compte : le gouvernement, les industries, et les universités. Sujet connexe, la recherche universitaire, comme source de savoirs et technologies, est un de ses plus récents sujets d’attention. Il retourne aux sources, mais ne cherchons-nous pas toujours un peu la même chose. À la suite d'une pression de plus en plus grande, les universités sont incitées à assumer des tâches entrepreneuriales, une troisième mission après l’enseignement et la recherche, pour ainsi participer plus directement au développement économique. En effet, quelle région n’a pas rêvée d’avoir sa Silicon Valley et son Stanford, mais il ne faut pas prendre un exemple pour une règle. Dans de nombreux articles, R. Nelson s’est efforcé de décortiquer les tenants et les aboutissants des relations universités-entreprises, tout en gardant à l’esprit cette nécessité d’ouverture de la recherche académique.
Il prend en compte les notions « appréciatives » et « formelles » d’une construction théorique, et part du postulat que ces deux bras de formalisation sont complémentaires. Ses textes essayent souvent de combler « the disjunction between formal theoretical work and […] empirical studies. ».